# Хорален прелюд
Хорален прелюд (или хорална прелюдия) е кратка литургична композиция за орган, използвана често като основа за хорала. Кулминацията на този жанр настъпва в творчеството на Йохан Себастиан Бах, който пише 46 хорални прелюда в „Органна тетрадка“. Литургичната функция на хоралния прелюд е да въведе богомолците към църковния химн, който се е изпълнявал в протестантските и лютерански църкви. Като самостоятелен жанр за първи път се появява в творчеството на Дитрих Букстехуде, а по-късно и Йоханес Брамс, Макс Регер и Самюел Барбър сътворяват такива.